# Nemocnice Krč (stanice metra)
Nemocnice Krč je chystaná stanice na lince D pražského metra. Bude se nacházet na úseku I.D1b mezi stanicemi Nádraží Krč a Nové Dvory u křižovatky ulic Vídeňská a Zálesí na katastru Krče. Podle informací z roku 2022 měla být stavba stanice zahájena na podzim 2023 a ke zprovoznění by mělo dojít v roce 2029.

## Popis
Stanice Nemocnice Krč se bude nacházet před Thomayerovou nemocnicí pod ulicí Zálesí, ve směru s ulicí Vídeňská v Praze 4 na katastru Krče. Bude hloubená v hloubce 17 metrů.
Nemocnice Krč bude mít dva výstupy s dvěma povrchovými vestibuly, umístěným přímo pod ulicí Zálesí, ve směru s ulicí Vídeňská. Ražba tunelu stanice metra bude provedena od oblasti Písnice kvůli problémům vzhledem k dopravní situaci oblasti Krče s případným odvozem zemin nákladními auty.